# Gottlob Danneberg
Johann Christian Gottlob Danneberg (* 1. Juni 1839 in Damm bei Jüterbog; † 20. Januar 1887) war ein deutscher Turnpionier. 

## Leben und Werk
Er war der Sohn des Mühlenmeisters Johann Christian Friedrich Danneberg. Nach dem Schulbesuch schlug er eine Ausbildung zum Lehrer ein und trat seine erste Stelle in Zehdenick an. 1868 besuchte er die Zentralturnschule in Berlin und wechselte 1869/70 dorthin als Hilfslehrer. Am Feldzug 1870/71 nahm er aktiv teil und wurde danach Turnlehrer und Turninspektor in Frankfurt am Main, wo er bestimmenden Einfluss auf die Entwicklung des Turnwesens nahm. Er war soviel an der Turnlehrerausbildung, als auch am Turnhallenbau aktiv beteiligt und publizierte einen Leitfaden für den Turnunterricht für achtklassige Knaben- und Mädchenbürgerschulen. Daneben widmete er sich dem Turnernachwuchs und regte den Bau von Spiel- und Turnplätzen für Jugendspiele an. 
Beim V. Deutschen Turnfest in Frankfurt am Main vom 25. bis 29. Juli 1880 war er der Festturnwart und somit einer der wichtigsten Organisatoren. 1884 wurde er Nachfolger des Gründers und ersten Gauvertreters Julius Gießen des Turngaues Frankfurt am Main.
Er starb im Alter von 37 Jahren.